# Rio Barueri-Mirim
Rio Barueri-Mirim é um rio que corta os municípios de Itapevi, Jandira e Barueri, afluente do rio Tietê. O aldeamento que deu origem a cidade de Barueri foi fundado em 11 de novembro de 1560 quando o Padre José de Anchieta construiu a Capela de Nossa Senhora da Escada na margem direita do rio Tietê um pouco acima da confluência com o Rio Barueri Mirim.
O rio está parcialmente canalizado nos três municípios.